# Forêt-Noire
Pour les articles homonymes, voir Forêt Noire.
 (août 2016).

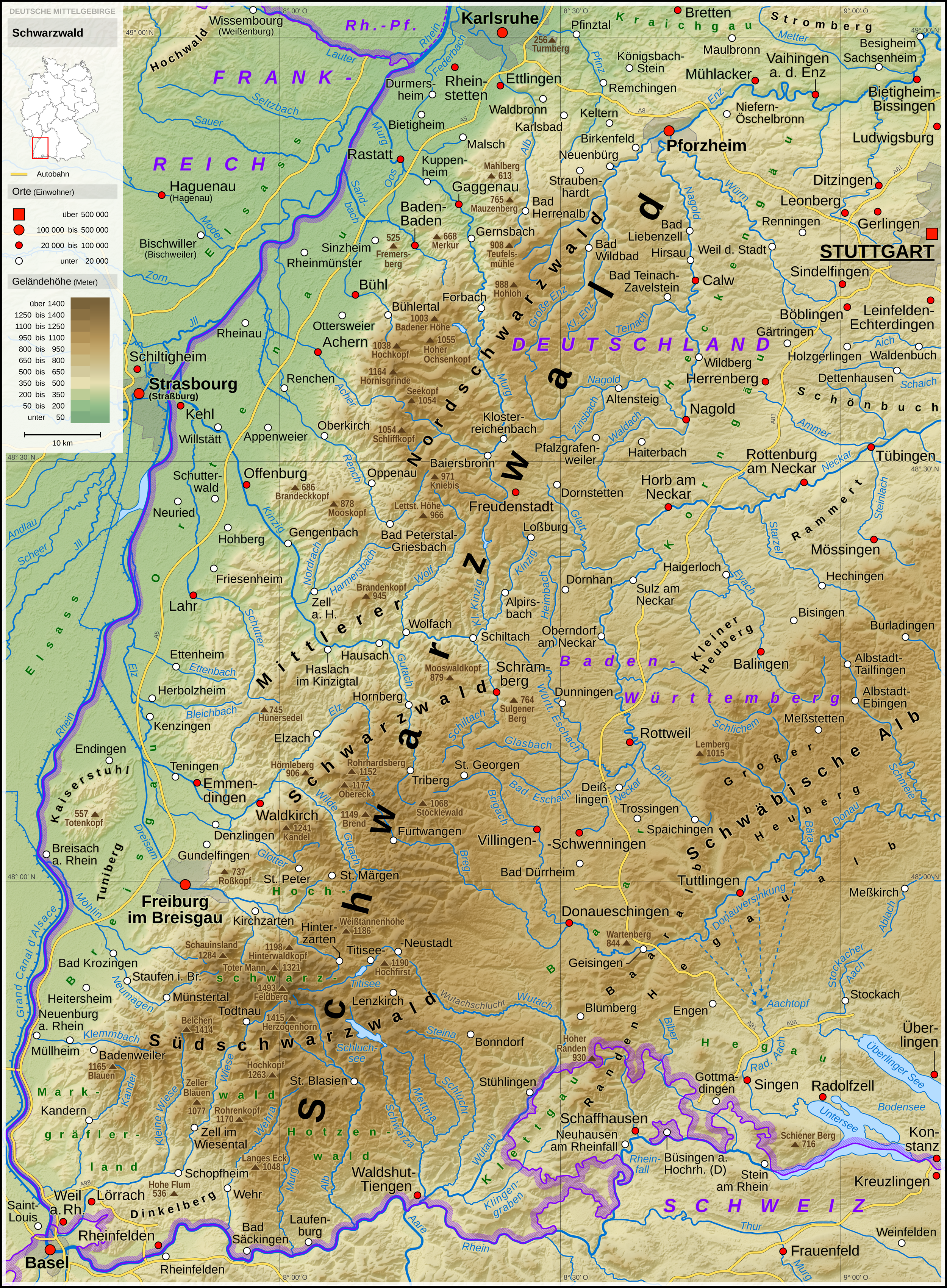
Carte topographique du massif de la Forêt-Noire.

La Forêt-Noire (en allemand : Schwarzwald, prononcé /ˈʃvaʁt͡s.ˌvalt/) est un massif montagneux situé dans le Sud-Ouest de l'Allemagne, dans le Land du Bade-Wurtemberg. Elle résulte de l'effondrement du graben avorté du fossé rhénan, qu'emprunte le Rhin en coulant vers le nord, lequel fleuve constitue en cet endroit la frontière entre l'Allemagne et la France. La Forêt-Noire à l'est de la plaine rhénane est le pendant géologique du massif des Vosges à l'ouest. Elle dévoile sur ses hauteurs des paysages variés : au nord, les épicéas bordent des routes escarpées ; au centre, les vignes des coteaux cèdent la place aux pâturages et à de riches fermes-auberges ; au sud, les lacs alternent avec les hauts sommets. Le massif, distant d'environ 25 km de Strasbourg, est visible de la ville.

## Toponymie
Le nom antique du massif forestier est Abnoba mons ou Abnoba silva (silva vient du latin qui veut dire « forêt »). Abnoba, la « sylve noire », est une divinité topique celte de la faune. Elle est similaire à Arduinna, latinisée en Diana Arduenna, et à Vosegus, qui président au massif ardennais et au massif des Vosges.

## Géographie

### Relief
La Forêt-Noire est séparée par le fossé rhénan du massif des Vosges dont elle reprend la forme triangulaire et le type de relief, plus élevé au sud. Le plus haut sommet est le Feldberg, qui culmine à 1 493 mètres. Les autres sommets notables sont :
- le Seebuck (1 448 m) ;
- le Herzogenhorn (1 415 m) ;
- le Belchen (1 414 m) ;
- le Schauinsland (1 284 m) ;
- le Kandel (1 242 m) ;
- le Hinterwaldkopf (1 198 m) ;
- le Blauen (1 165 m) ;
- et le Hornisgrinde (1 163 m), plus haut sommet du Nord de la Forêt-Noire.

### Hydrographie
Région bien irriguée, la Forêt-Noire est traversée dans sa partie centrale/est (entre Donaueschingen et Schwenningen) par la ligne de partage des eaux entre la mer du Nord et la mer Noire :
- le Rhin se dirige vers la mer du Nord en contournant le massif par le sud puis par l'ouest, recevant pour affluents la Kinzig, la Murg et, à Mannheim seulement, le Neckar, qui traverse le massif en direction du nord avec ses affluents, l'Enz et le Nagold ;
- le Danube se dirige vers la mer Noire à l'est et résulte, à sa source, du confluent de la Breg et de la Brigach.

La Forêt-Noire borde le plateau de la Baar au sud-est.

### Climat
La chaîne de montagnes a des températures plus basses et des précipitations plus importantes que la campagne environnante. Les hautes terres de la Forêt-Noire sont caractérisées par des précipitations régulières tout au long de l'année. Cependant, les températures ne baissent pas de manière uniforme avec l'augmentation de l'altitude, et les précipitations n'augmentent pas non plus de manière uniforme. Au contraire, les précipitations augmentent rapidement même dans les régions les plus basses et sont disproportionnées sur le versant ouest des montagnes, plus pluvieux.

#### Précipitations

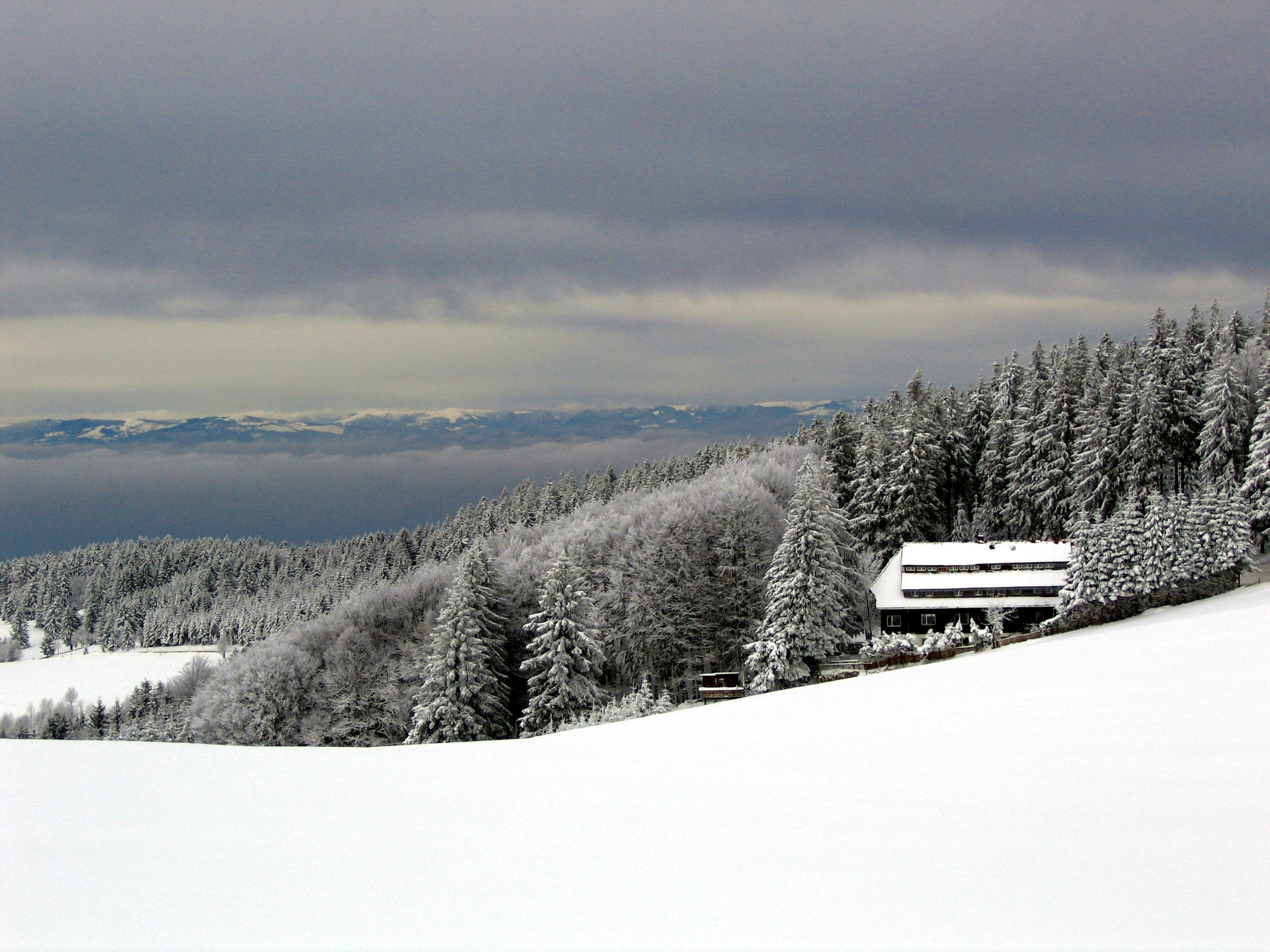
Le Schauinsland l'hiver, avec les Vosges en arrière plan.

Les zones les plus humides sont les hautes terres autour de la Hornisgrinde au nord et autour du Belchen et du Feldberg au sud, où les précipitations annuelles atteignent 1 800-2 100 mm. Les vents d'ouest atlantiques chargés d'humidité déversent environ autant de pluie dans le nord de la Forêt-Noire, malgré son altitude plus faible, que dans la zone plus élevée du sud. Là, les Vosges agissent comme un bouclier contre les vents dominants. Sur le versant est exposé de la Forêt-Noire centrale, il est à nouveau beaucoup plus sec. Ainsi, les précipitations annuelles n'y sont par endroits que de 750 l/m2 environ.

#### Température et ensoleillement
Sur le plan thermique, les zones avec les plus hautes altitudes de la Forêt-Noire se caractérisent par des fluctuations annuelles relativement faibles et des valeurs extrêmes de vapeur. Cela est dû aux vents légers fréquents et à une plus grande couverture nuageuse en été. En hiver, les hautes pressions fréquentes font que les sommets sont souvent baignés de soleil, tandis que les vallées disparaissent sous une épaisse couverture de brouillard en raison des poches d'air froid (inversion de température).

## Histoire

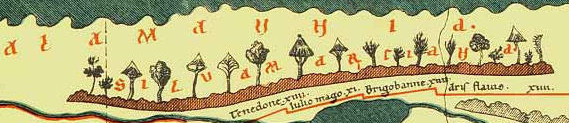
La Forêt-Noire sur la Table de Peutinger : une chaîne de montagnes avec des arbres aux formes fantastiques comme symbole d'un terrain instable et pratiquement inaccessible.

Dans l'Antiquité, la Forêt-Noire était connue sous le nom d'Abnoba mons, du nom de la divinité celtique Abnoba. À l'époque romaine, le nom de Silva Marciana (« forêt marcynienne », du mot germanique marka « frontière ») lui a été donné. La Forêt-Noire représentait probablement la zone frontalière des Marcomans (« peuple frontalier ») qui étaient installés à l'est du limes romain. Ils faisaient à leur tour partie de la tribu germanique des Suèves, qui ont ensuite donné leur nom à l'État historique de Souabe. À l'exception des établissements romains sur le périmètre (par exemple les bains de Badenweiler, et les mines près de Badenweiler et de Sulzburg) et de la construction de la route romaine de la Kinzig, la colonisation de la Forêt-Noire n'a pas été effectuée par les Romains, mais par les Alamans. Ils se sont installés et ont d'abord colonisé les vallées, en franchissant l'ancienne frontière de colonisation, dite « frontière de grès rouge », par exemple depuis la région de Baar. Peu après, des zones de plus en plus élevées et des forêts adjacentes ont été colonisées, de sorte qu'à la fin du Xe siècle, les premiers établissements se trouvaient dans la région du grès rouge (Bunter). Parmi ceux-ci, on trouve par exemple Rötenbach, qui a été mentionné pour la première fois en 819.
Durant la guerre des Six Deniers au XVe siècle, les Mulhousiens et leurs alliés mirent à feu et à sang toute l'Alsace ainsi que la Forêt-Noire.
Certains des soulèvements (dont le mouvement Bundschuh) qui ont précédé la guerre des paysans allemands, sont originaires de la Forêt-Noire au XVIe siècle. D'autres troubles paysans, sous la forme des soulèvements du salpêtre, ont eu lieu au cours des deux siècles suivants dans la région du Hotzenwald, qui correspond au sud de la Forêt-Noire.
Des vestiges de fortifications militaires datant des XVIIe et XVIIIe siècles se trouvent en Forêt-Noire, notamment sur les cols de montagne. Parmi eux figurent les multiples ouvrages de campagne baroques du Margrave Louis-Guillaume de Bade-Bade ou des positions défensives individuelles comme la forteresse d'Alexandre, la Röschenschanze et la forteresse suédoise (Schwedenschanze).

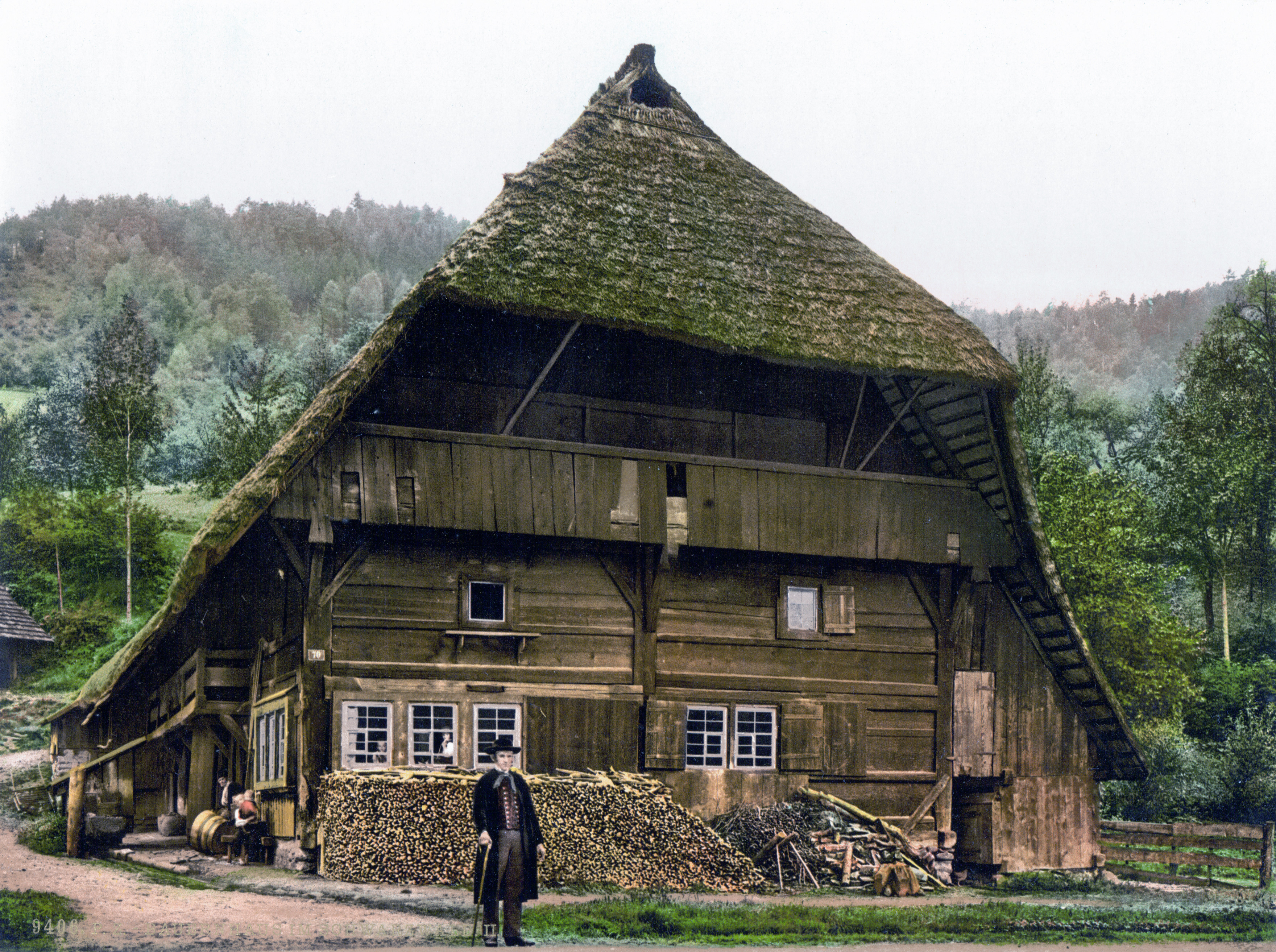
Maison typique de la Forêt-Noire, 1898.

À l'origine, la Forêt-Noire était une forêt mixte de feuillus et de sapins. En altitude, l'épicéa poussait également. Au milieu du XIXe siècle, la Forêt-Noire a été presque entièrement déboisée par la sylviculture intensive et a ensuite été replantée, principalement par des monocultures d'épicéas.
En 1990, les tempêtes Vivian et Wiebke ont causé des dégâts considérables à la forêt. Le 26 décembre 1999, la tempête Lothar a traversé la Forêt-Noire et a causé des dégâts encore plus importants, notamment aux monocultures d'épicéas. Comme cela s'était produit après les tempêtes de 1990, de grandes quantités de grumes tombées ont été conservées pendant des années dans des zones provisoires de stockage humide. Les effets de la tempête sont décrites en empruntant le sentier Lothar (Lotharpfad), un sentier forestier éducatif et d'aventure au centre de la nature de Ruhestein (de) parcourant une forêt de bois d'altitude d'environ 10 hectares qui a été détruite par un ouragan. Plusieurs zones endommagées par la tempête, grandes et petites, ont été laissées à la nature et sont aujourd'hui redevenues une forêt mixte naturelle.

## Activités

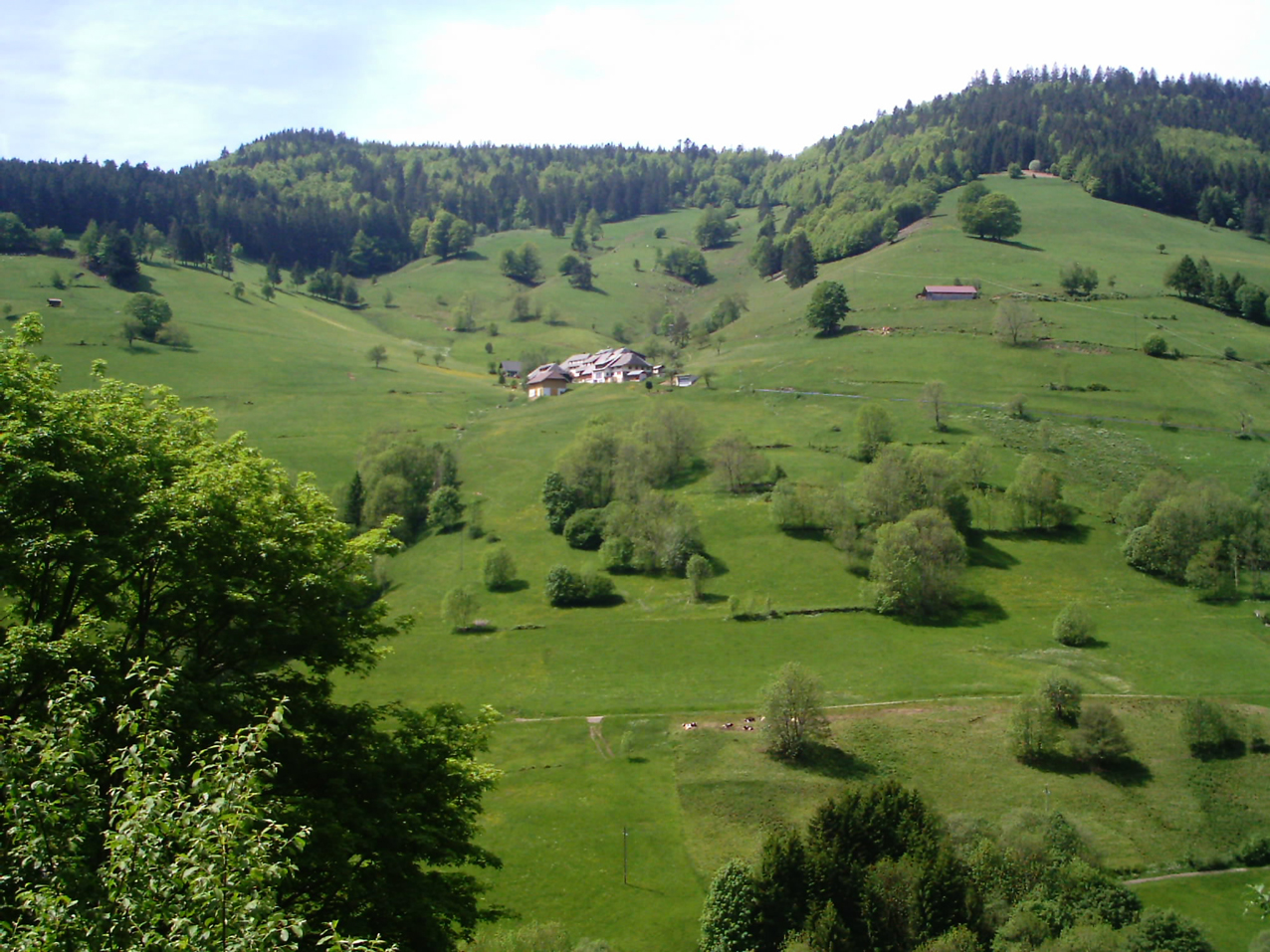
Paysage typique.

L'économie se concentre surtout dans les vallées. La vie agricole associe l'élevage et la culture de céréales. L'industrie travaille notamment le bois issu des nombreuses forêts d'épicéas. Les industries textiles et l'horlogerie cèdent progressivement la place au tourisme. Un climat privilégié et d'importantes sources thermales lui assurent une forte fréquentation touristique. Les sources thermales aux propriétés cicatrisantes étaient déjà connues des Romains.
Les villes principales de Forêt-Noire sont Fribourg-en-Brisgau, Offenbourg, Lörrach, Baden-Baden, Villingen-Schwenningen, Furtwangen, Freudenstadt et Schramberg.

### Exploitation forestière - foresterie
Pendant plusieurs siècles, les grumes de la Forêt-Noire ont été transportées par radeau sur l'Enz, la Kinzig, la Murg, le Nagold et le Rhin pour être utilisées dans l'industrie de la navigation, comme bois de construction et à d'autres fins. Cette branche de l'industrie a connu un essor au XVIIIe siècle et a conduit à des défrichements à grande échelle. Comme la plupart des longs troncs de pin droits étaient transportés en aval pour la construction navale aux Pays-Bas, on les appelait les « Hollandais ». Aux Pays-Bas, les grumes étaient surtout utilisées comme pilotis pour la construction de maisons dans le sol sablonneux et humide. Aujourd'hui encore, à Amsterdam, un grand nombre de bâtiments historiques sont construits sur ces pilotis et le reboisement de la Forêt-Noire avec des monocultures d'épicéas témoigne de la destruction de la forêt mixte d'origine. Avec l'expansion du réseau ferroviaire et routier comme moyen de transport alternatif, le flottage a largement pris fin à la fin du XIXe siècle.
Aujourd'hui, les bûcherons récoltent des sapins - en particulier des sapins très hauts et sans branches - principalement pour les expédier au Japon. L'impact publicitaire mondial de l'Exposition universelle de 2000 a alimenté un regain des exportations de bois. L'importance des ressources en bois de la Forêt-Noire a également fortement augmenté récemment en raison de la demande croissante de granulés de bois pour le chauffage.

### Fabrication du verre, charbon et mine de Potasse
Les ressources en bois de la Forêt-Noire ont servi de base à d'autres secteurs de l'économie qui ont aujourd'hui largement disparu. Les charbonniers (Köhler) construisaient leurs piles de bois (Meiler) dans la forêt et produisaient du charbon de bois qui, comme les produits des chaudières à potasse, était ensuite transformé, entre autres, pour l'industrie du verre. La Forêt-Noire fournissait les matières premières et l'énergie nécessaires à la fabrication du verre de forêt (Waldglass). En témoignent aujourd'hui plusieurs souffleries de verre, par exemple dans le Hoellental à Todtnau et Wolfach et le Centre du verre de forêt à Gersbach (Schopfheim) (en), ouvert aux visiteurs.

### Ingénierie de précision, horlogerie et joaillerie

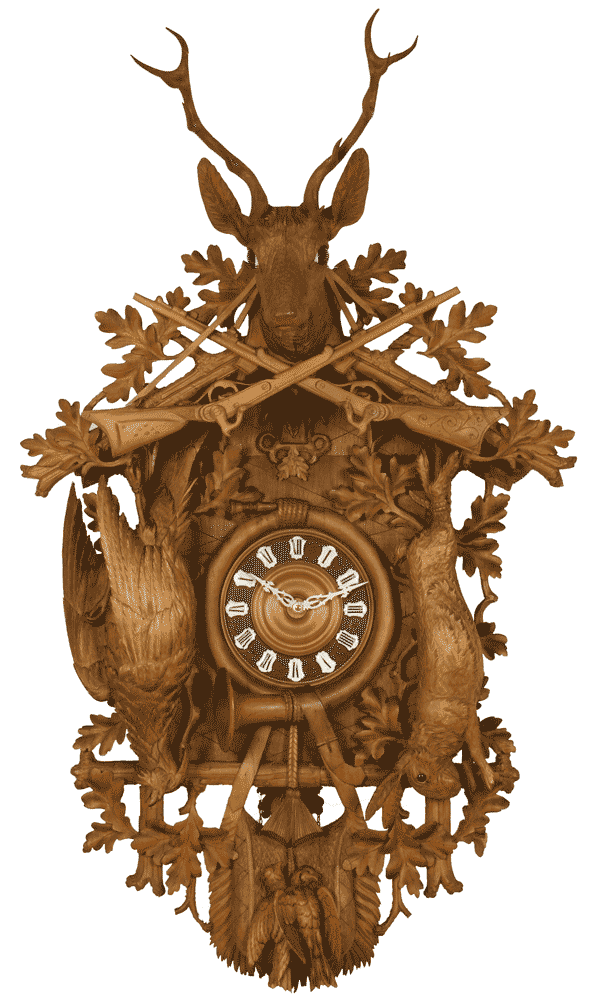
Pendule à coucou, Forêt-Noire, vers 1900, Deutsches Uhrenmuseum.

Dans les vallées relativement inaccessibles de la Forêt-Noire, l'industrialisation est arrivée plus tard. En hiver, de nombreux agriculteurs fabriquaient des pendules à coucou en bois pour compléter leurs revenus.
Au XIXe siècle, cette activité s'est développée dans la mécanique de précision et l'horlogerie, qui ont connu un essor considérable avec l'arrivée du chemin de fer dans de nombreuses vallées de la Forêt-Noire. L'inconvénient initial de leur éloignement, qui a conduit au développement de l'artisanat de précision en bois, est devenu un avantage concurrentiel en raison de leur accès aux matières premières : le bois de la forêt et le métal des mines. Dans le cadre d'un programme de soutien structurel, le gouvernement du Land de Baden a fondé la première école d'horlogerie en 1850 à Furtwangen afin d'assurer aux petits artisans une bonne formation et donc de meilleures possibilités de vente. En raison de la demande croissante d'appareils mécaniques, de grandes entreprises telles que Junghans et Kienzle se sont établies. Au XXe siècle, la production d'appareils électroniques grand public a été développée par des entreprises telles que SABA (en), Dual et Becker (en). Dans les années 1970, l'industrie a décliné en raison de la concurrence de l'Extrême-Orient. Néanmoins, la Forêt-Noire reste un centre pour l'industrie métallurgique et abrite de nombreuses entreprises de haute technologie.
Depuis le début de l'industrialisation, de nombreuses entreprises de Pforzheim fabriquent des bijoux et travaillent les métaux et les pierres précieuses. Il existe également une école d'orfèvrerie à Pforzheim.

### Tourisme et transport
La principale industrie de la Forêt-Noire est le tourisme. Selon l'Office du tourisme de la Forêt-Noire (Schwarzwald Tourismus), le secteur du tourisme compte environ 140 000 emplois directs à temps plein et environ 34,8 millions de nuitées en 2009, en 2016 la région de Bade Wurtemberg représentait 25 % des 400 millions de nuitées passées en Allemagne.
Au printemps, en été et en automne, un vaste réseau de sentiers de randonnée et de circuits de VTT permet à différents groupes de personnes d'utiliser de profiter de la nature de cette région. En hiver, ce sont les différents types de sports d'hiver qui sont mis en avant avec différents sites proposant des installations pour le ski alpin et le ski nordique.

#### Points d'intérêts touristiques
Les destinations touristiques et les stations balnéaires les plus fréquentées de la Forêt-Noire sont le Titisee et le Schluchsee. Les deux lacs offrent la possibilité de pratiquer des sports nautiques comme la plongée et la planche à voile. De Fribourg, on peut accéder à ces lacs par la B 31 en passant par le Höllental (en), par le monument au cerf d'Hirschsprung (en) situé à l'endroit le plus étroit de la vallée et par la chapelle Saint Oswald (en) située en dessous des gorges de Ravenne.
Baden-Baden, avec ses thermes et sa salle des fêtes, est une ville très visitée. D'autres bains thermaux se trouvent dans les stations thermales de Badenweiler, Bad Herrenalb, Bad Wildbad, Bad Krozingen, Bad Liebenzell et Bad Bellingen.
D'autres destinations touristiques sont la vieille ville impériale de Gengenbach, les anciennes villes de Wolfach, Schiltach et Haslach im Kinzigtal (toutes deux sur la route allemande du bois) et le village fleuri et viticole de Sasbachwalden au pied de la Hornisgrinde. De pittoresques vieilles villes peuvent être visitées à Altensteig, Dornstetten, Fribourg-en-Brisgau, Gernsbach, Villingen et Zell am Harmersbach. Baiersbronn est un centre d'excellence gastronomique, Freudenstadt est construite autour de la plus grande place de marché d'Allemagne. Les expositions florales de Gernsbach ont été récompensées par les prix l'Entente florale Europe « Village d'or allemand » en 2004 et du « Village d'or européen » en 2007.
L'ancien monastère de St. Blasien ainsi que les abbayes de Sankt Trudpert à Münstertal, St. Peter et St. Märgen, l'abbaye d'Alpirsbach et l'abbaye de Hirsau, en ruine, ont été construits en grès rouge dans le style de Hirsau. Un autre édifice rural est l'abbaye de Wittichen, près de Schenkenzell.
La vallée de la Murg, la vallée de la Kinzig, les chutes d'eau de Triberg et le musée de plein air Vogtsbauernhof sont également très appréciés.
Parmi les montagnes qui offrent des points de vue, on trouve le Feldberg, le Belchen, le Kandel et le Schauinsland dans le sud de la Forêt-Noire, ainsi que le Hornisgrinde, le Schliffkopf, le Hohloh, le Merkur et le Teufelsmühle dans le nord de la Forêt-Noire.
Il existe des stations de sports d'hiver bien connues autour du Feldberg, près de Todtnau avec sa piste de ski alpin FIS du Fahler Loch et à Hinterzarten, un centre et une forge de talents pour les sauteurs à ski allemands. Dans le nord de la Forêt-Noire, les zones de sports d'hiver sont concentrées le long de la Schwarzwaldhochstraße (« haute route de la Forêt-Noire ») et sur la crête entre les rivières Murg et Enz autour de Kaltenbronn.
Les dénivelés des montagnes sont utilisés en de nombreux endroits pour le deltaplane et le parapente.

#### Randonnée

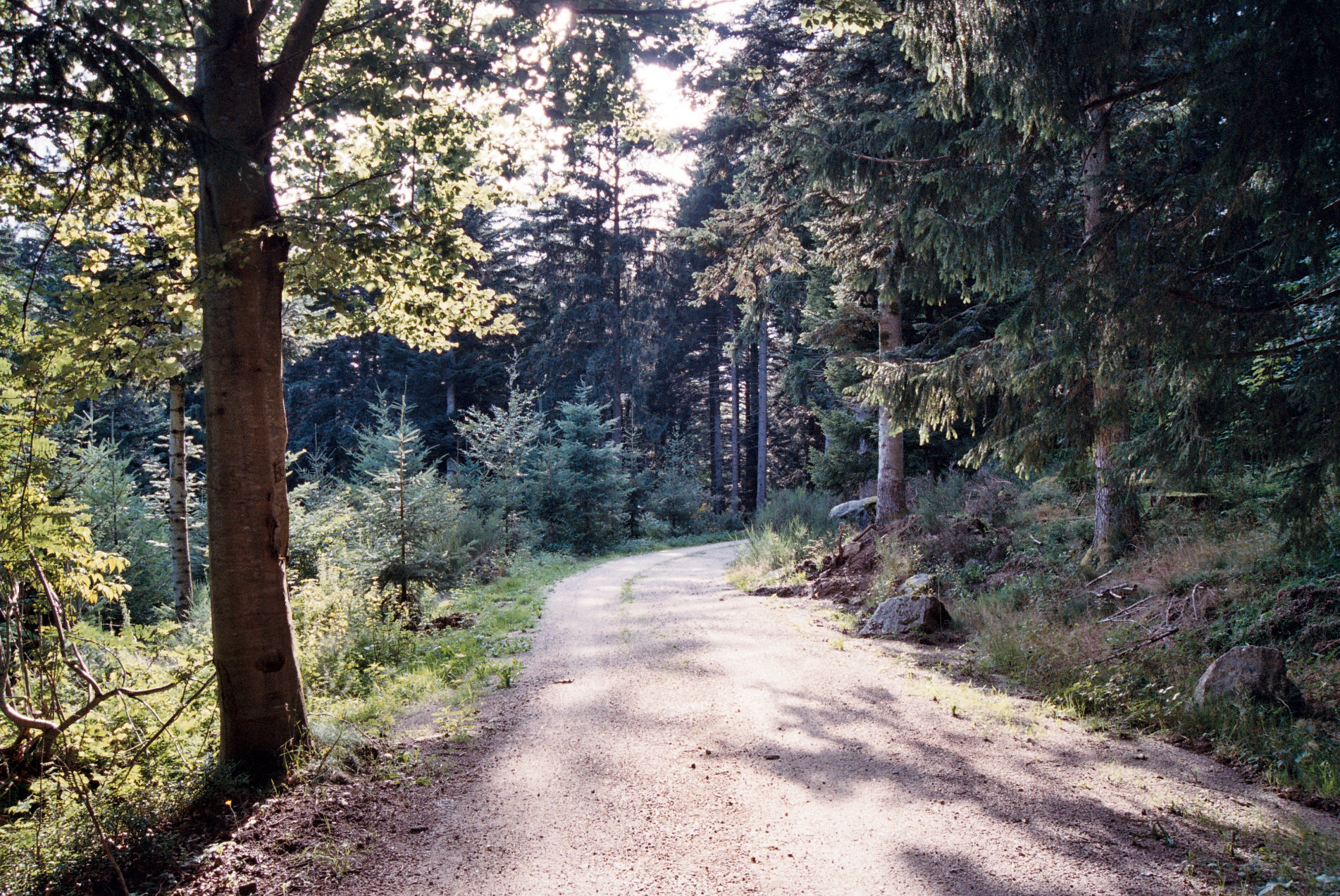
Chemin de randonnée en Forêt-Noire.

La Forêt-Noire est le point de passage de nombreux chemins de randonnées et notamment du sentier européen E1 : le Westweg (littéralement le chemin de l'ouest) conduit les randonneurs de Pforzheim à Bâle sur 285 kilomètres en passant par le Schliffkopf et forme un tronçon du parcours E1, lequel va de la Suède à l’Italie. La région propose un réseau de sentiers longue distance avec des itinéraires principaux et des branches secondaires, dont beaucoup ont été aménagés au début du XXe siècle par le Club de la Forêt-Noire (Schwarzwaldverein). Le plus connu de tous est le difficile Westweg avec ses nombreuses pentes raides. Depuis 1950, des circuits de promenade ont été construits pour répondre à l'évolution de la demande, d'abord à partir du réseau ferroviaire relativement dense et, plus tard, principalement à partir de parkings de randonnée établis localement. Actuellement[Quand ?], des sentiers thématiques spéciaux sont en cours d'aménagement, comme le « parc aux pieds nus » de Dornstetten (Barfußpark Dornstetten), le « parc de tous les sens » (Park mit allen Sinnen) à Gutach (chemin de fer de la Forêt-Noire), ainsi que ceux destinés à mettre le marcheur plus directement en contact avec la nature (par exemple le Schluchtensteig). Les routes et les larges chemins forestiers sont donc moins souvent utilisés que jusqu'à présent.

#### Musées

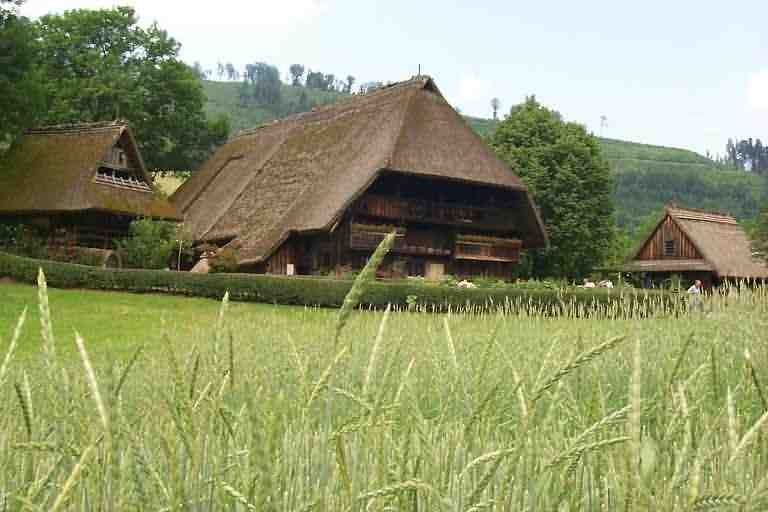
Le musée en plein-air de la Forêt-Noire - Vogtsbauernhof.

Le musée en plein air de la Forêt-Noire, situé dans la ferme Vogtsbauernhof à Gutach, présente des maisons typiques de la Forêt-Noire qui donnent un aperçu de la vie agricole des XVIe et XVIIe siècles. Les bâtiments ont été démontés sur leur emplacement d'origine, les pièces individuelles ont été numérotées et ensuite remontées exactement selon le même plan dans le musée. Le Musée allemand de l'horlogerie à Furtwangen donne un aperçu complet de l'histoire de l'horlogerie et de l'industrie horlogère. De ce premier développement de la mécanique de précision, une industrie phonographique autrefois importante s'est développée au XXe siècle ; l'histoire de l'électronique de loisir est ainsi présentée au musée allemand du phonographe (en) à St. Georgen. Le musée Schüttesäge (en) à Schiltach propose des informations et des démonstrations d'histoire vivante sur les thèmes de l'exploitation forestière et du flottage du bois dans la vallée de la Kinzig ainsi que du tannage. Le musée du costume de la Forêt-Noire à Haslach im Kinzigtal offre un aperçu des costumes traditionnels de toute la Forêt-Noire et de ses régions périphériques. Le musée Heinrich Hansjakob (en) et les archives Hansjakob se trouvent également à Haslach et contiennent de nombreuses œuvres de l'écrivain, prêtre, homme politique, historien et chroniqueur Heinrich Hansjakob. Le MiMa (en), le musée de minéralogie et des mathématiques à Oberwolfach abrite des minéraux et des pièces minières de toute la Forêt-Noire et les relie à des explications mathématiques.

#### Chemin de fer
La ligne de la Forêt-Noire relie Offenbourg à Singen, près du lac de Constance, en deux heures. La ligne franchit un dénivelé de 670 mètres selon un tracé qui a évité la construction de ponts. Malgré les 39 tunnels, il est possible de profiter de la variété des paysages. Le tronçon le plus intéressant se situe entre Hornberg et Sankt Georgen[réf. souhaitée].

### Protection environnementale
Le parc national de la Forêt-Noire, créé en 2014, est le premier parc national du Bade-Wurtemberg. Il couvre une superficie de 10 062 hectares et se situe sur la crête principale de la Forêt-Noire septentrionale (en), entre Baiersbronn et Baden-Baden.
Deux parcs naturels portant le nom de la Forêt-Noire couvrent la région : le parc naturel de la Forêt-Noire centrale et septentrionale (Naturpark Schwarzwald Mitte/Nord) et le parc naturel de la Forêt-Noire méridionale (Naturpark Südschwarzwald). Leur objectif est de préserver le paysage en tant que paysage culturel, de mieux faire connaître les produits locaux et de rendre la région plus adaptée au tourisme. Le parc naturel de la Forêt-Noire méridionale, d'une superficie de 394 000 ha, est le plus grand parc naturel d'Allemagne. Il comprend la partie sud de la Forêt-Noire centrale, la Forêt-Noire méridionale et les zones adjacentes. Le parc naturel de la Forêt-Noire Centre/Nord couvre 375 000 ha et est le deuxième plus grand parc naturel d'Allemagne. Il commence dans la partie sud de la Forêt-Noire centrale, en bordure du parc naturel de la Forêt-Noire méridionale, et couvre le reste de la Forêt-Noire au nord.
Il existe en outre de nombreuses réserves naturelles, zones protégées, réserves forestières et réserves d'oiseaux.

#### Réserve de biosphère
Depuis juin 2017, la Forêt-Noire est reconnue réserve de biosphère par l'Unesco.

## Culture
La Forêt-Noire est principalement rurale, avec de nombreux villages dispersés et quelques grandes villes. La tradition et les coutumes sont célébrées dans de nombreux endroits.
La forêt est surtout connue pour ses fermes typiques aux toits en demi-lune, ses gâteaux appelés Forêt-noire, son jambon de la Forêt-Noire, ses gnomes, son kirsch (kirschwasser) et ses pendules à coucou.

### Dialecte
Le principal dialecte parlé dans la région de la Forêt-Noire est l'alémanique.

### Costume traditionnel
Le costume traditionnel, ou Trachten, est encore parfois porté aujourd'hui, généralement lors d'occasions festives. L'apparence de ce costume varie d'une région à l'autre, parfois de manière très marquée. L'un des costumes les plus connus de la Forêt-Noire est celui des villages de Kirnbach, Reichenbach (en) et Gutach im Kinzigtal avec la coiffe caractéristique de Bollenhut. Les femmes célibataires portent les chapeaux avec des pompons rouges ou Bollen, les femmes mariées portent du noir. Les fiancées portent parfois une couronne de mariée (en) avant et le jour de leur mariage, appelée Schäppel, dont les plus grands exemplaires de la ville de St. Georgen pèsent jusqu'à 5 kilos.

### Art
La réputation de la beauté rurale ainsi que le sens de la tradition de ses habitants avaient attiré de nombreux artistes dès le XIXe et au début du XXe siècle, dont les œuvres ont rendu la Forêt-Noire célèbre dans le monde entier. Parmi eux figurent Hans Thoma de Bernau, et son camarade d'études Rudolf Epp, parrainé par le grand-duc de Bade, Frédéric Ier. Ces deux artistes ont utilisé la Forêt-Noire comme sujet tout au long de leur vie. L'artiste J. Metzler (en), de Düsseldorf, voyageait à travers la Forêt-Noire pour peindre ses paysages. Les œuvres de l'ensemble d'artistes réunis à Gutach autour de Wilhelm Hasemann ont été largement admirées, leurs choix de paysage et de modèles capturant le caractère de la Forêt-Noire. Comme l'auteur local Heinrich Hansjakob, elles faisaient partie d'un mouvement de costume folklorique badois.

### Artisanat
Dans le domaine de l'artisanat, la sculpture sur bois produit non seulement de l'art populaire comme les croix de Longinus (en), mais aussi des sculpteurs célèbres comme Matthias Faller. La sculpture sur bois est une activité artisanale traditionnelle dans la région et les ornements sculptés sont maintenant produits en grand nombre comme souvenirs pour les touristes. Les coucous sont un exemple populaire.

### Gastronomie
Le jambon de la Forêt-Noire est originaire de cette région, tout comme le gâteau de la Forêt-Noire, du moins de par son nom et sa réputation. Il est également connu sous le nom de « gâteau aux cerises de la Forêt-Noire » ou « gâteau de la Forêt-Noire » et est fait avec du gâteau au chocolat, de la crème, des cerises acides et du kirsch. Le flammekueche de la Forêt-Noire est une spécialité badoise à base de jambon, de fromage et de crème. Le pfannkuche, une pâtisserie à base de crêpe ou de type crêpe (eierkuche ou palatschinke), est également courant. La Forêt-Noire est également connue pour sa longue tradition en matière de cuisine gastronomique. En 2019, plus de 25 restaurants étoilés au Michelin étaient situés dans la région, dont deux restaurants trois étoiles (les restaurants Bareiss et Schwarzwaldstube à Baiersbronn) ainsi que le seul restaurant en Allemagne qui reçoit une étoile Michelin chaque année depuis 1966. Au Schwarzwald Hotel Adler à Häusern, trois générations de chefs de la même famille ont défendu cette récompense depuis la première année où le Guide Michelin a sélectionné les restaurants en Allemagne jusqu'à aujourd'hui.

### Fastnacht/ fastnet
La fête allemande de la fastnacht, ou fasnet, comme on l'appelle dans la région de la Forêt-Noire, a lieu pendant la période précédant le carême. Le Fasnetmendig, ou le lundi précédant le mercredi des Cendres, des foules de gens s'alignent dans les rues, portant des masques en bois, le plus souvent sculptés à la main. L'un des styles de masques les plus connus de ce carnaval est le style de la Forêt-Noire, originaire de la région de la Forêt-Noire.

### Cego
La Forêt-Noire abrite un jeu de cartes inhabituel, le cego (en), qui fait partie du patrimoine culturel de la région. Après la défaite de l'Autriche antérieure, en 1805, une grande partie de son territoire a été attribuée au Grand-duché de Bade. Au cours des guerres napoléoniennes qui ont suivi, des soldats du Bade se sont déployés avec les troupes de Napoléon en Espagne où ils ont notamment appris un nouveau jeu de cartes, l'Hombre. Ils l'ont rapporté à Bade et l'ont adapté pour le jouer avec des cartes à jouer du tarot (ou Tarock en Allemand) qui étaient alors encore d'usage courant dans le Sud de l'Allemagne. Le cego était suffisamment populaire pour devenir le jeu national du Bade et des Hohenzollern, et ce sont les seules régions d'Allemagne où l'on joue encore au tarot ou aux cartes de Tarock. Le jeu a connu une croissance organique et il existe de nombreuses variantes régionales mais, ces dernières années, la création d'un championnat de Forêt-Noire de cego a permis de définir les règles officielles du tournoi. En outre, des cours réguliers et des tournois locaux sont organisés et c'est une des activités permanentes de la Semaine alémanique, qui se tient chaque année en Forêt-Noire à la fin du mois de septembre.